# Eburodacrys putia
Eburodacrys putia är en skalbaggsart som beskrevs av Maria Helena M. Galileo och Martins 2006. Eburodacrys putia ingår i släktet Eburodacrys och familjen långhorningar. Inga underarter finns listade i Catalogue of Life.